# Leptopisa setirostris
Leptopisa setirostris är en kräftdjursart som först beskrevs av William Stimpson 1871.  Leptopisa setirostris ingår i släktet Leptopisa och familjen Mithracidae. Inga underarter finns listade i Catalogue of Life.